# The Romantics (película)
The Romantics es una comedia romántica independiente dirigida por Galt Neiderhoffer, cuya trama gira en torno a una lujosa boda junto al mar para la que se reúnen un grupo de antiguos compañeros de la Universidad de Yale.

## Sinopsis
Siete amigos íntimos se reúnen al cabo del tiempo con motivo de la boda de dos de ellos: Lila (Anna Paquin) y Tom (Josh Duhamel). La noche antes de la boda, deciden celebrar una fiesta junto al mar a la que asisten todos menos la novia. Lo que no imaginan es que ocurrirán dos cosas: que el novio desaparecerá durante la velada y que saldrán a la luz viejos sentimientos y problemas que creían olvidados.

## Reparto
| Actor            | Personaje    |
| ---------------- | ------------ |
| Katie Holmes     | Laura Rosen  |
| Anna Paquin      | Lila Hayes   |
| Josh Duhamel     | Tom          |
| Malin Akerman    | Tripler      |
| Elijah Wood      | Chip Hayes   |
| Adam Brody       | Jake         |
| Jeremy Strong    | Pete         |
| Rebecca Lawrence | Weesie       |
| Dianna Agron     | Minnow Hayes |
| Candice Bergen   | Augusta      |

## Producción
La película está basada en la novela del mismo título escrita por Galt Neiderhoffer, que a su vez también será la directora. Katie Holmes, aparte de protagonizarla es la productora ejecutiva. Inicialmente el papel de Laura era para Liv Tyler, quien se apartó del proyecto a última hora.
El rodaje empezó en Southold (Nueva York) la primera semana de noviembre de 2009 y se prolongó hasta diciembre.
La película se estrenó en el Festival de Cine de Sundance en 2010, en un estado de montaje aún muy temprano que carecía de banda sonora y también se proyectó en el Festival de Cine de Cannes de 2010 para buscar distribuidores a nivel internacional.
En Estados Unidos la película fue distribuida por Paramount Famous Productions y según adelantaron inicialmente sus productoras se estrenó en otoño de 2010, habiéndose fijado el estreno en EE. UU. para el 10 de septiembre. La película será lanzada en EE. UU. en DVD el 8 de febrero de 2011.
Como parte de la promoción de la película los actores Josh Duhamel, Katie Holmes, Malin Akerman, Rebecca Lawrence, Adam Brody y Jeremy Strong posaron para el catálogo de invierno de la marca de ropa J. Crew, que además fue una de las firmas más utilizada en el vestuario de la película.

## Aceptación
La película fue un fracaso de crítica y público habiendo recaudado tan sólo 107.000$ en sus tres semanas de proyección en un total de 14 cines estadounidenses.